# Elisa Miceli
Elisa Miceli (12 avril 1904 - 19 avril 1976), est une militante catholique italienne, particulièrement engagée dans l'apostolat, qui est connue pour avoir fondé la congrégation des Sœurs catéchistes rurales du Sacré-Cœur. La cause pour sa béatification étant engagée, l'Église catholique lui a déjà décernée le titre de vénérable.  

## Biographie
Issue de modestes agriculteurs profondément religieux de Longobardi, Elisa Miceli se sent appelée à la vie religieuse et désire entrer au carmel. Son projet n'ayant abouti, elle n'a qu'un désir : répandre l'évangile. De retour à Longobardi, c'est là qu'elle fondera en 1928 une association d'Action catholique pour les jeunes femmes de son village. Elle se retrouve alors à la tête de ce groupe qui parcourt les environs pour faire le catéchisme aux enfants. En 1934, Elisa et ses compagnes forment une communauté, vivant ensemble dans une modeste habitation, partageant leur journée par la prière et l'apostolat auprès des enfants. C'est ainsi que naîtra la congrégation des Sœurs catéchistes rurales du Sacré-Cœur. Elisa et ses religieuse fondent des oratoires pour la jeunesse, une école pour les jeunes filles, accueillent les orphelins et rendent visite aux malades. Elles sont aussi particulièrement attentives aux plus pauvres, les soutenant spirituellement et cherchant des moyens de les sortir de la misère. Elles aident aussi les prêtres et les religieux dans leur ministère ; leur vocation est en effet de vivifier la foi des milieux ruraux. Pour rester indépendantes, Elisa et ses religieuses travaillent à la ferme, élèvent des animaux et font toutes sortes de travaux pour subvenir à leurs nécessités. Les Sœurs catéchistes accueillent de nouvelles recrues et bientôt on ouvre de nouvelles maisons à travers toute l'Italie. Après une maladie supportée avec une grande patience, Elisa Miceli s'éteint dans la maison de sa congrégation à Frascati. 

## Béatification
La cause pour la béatification et la canonisation d'Elisa Miceli débute le 19 avril 2002 à Cosenza. L'enquête diocésaine est envoyée à Rome en 2007, afin d'y être étudiée par la Congrégation pour les causes des saints.
Le 16 juillet 2015, le pape François a reconnu l'héroïcité de ses vertus, lui attribuant ainsi le titre de vénérable. C'est la première étape pour qu'elle soit déclarée sainte. 